# УСТ Сокіл (Фільсбібург)
УСТ «Сокіл» (Українське Спортове Товариство «Сокіл») — українське спортивне товариство з німецького поселення Фільсбібург.
«Сокіл» з Фільсбібурґу (біля Регенсбургу) існував від осені 1945 р. як неоформлена спортова секція в українському сільському таборі (300 осіб) до осені 1946 р., коли табір перевезено до Ландсгуту. Секція не проводила змагань, лише обмежилася тренуваннями з волейболу.